# 王詢 (嘉靖進士)
王詢（1516年—？），字可庸，號芳湖（方湖），四川承宣布政使司成都府华阳县人，明朝官員。

## 生平
四川乡试第四名举人，嘉靖二十三年（1544年）甲辰科会试第六十九名，廷试二甲六十名進士。歷任浙江按察司佥事、布政司右参议，三十五年六月升按察司副使，十一月平定海寇徐海，升右參政，嘉靖三十七年（1558年）三月升都察院右佥都御史、提督军务兼巡撫福建地方，负责围剿福建倭寇，三十八年十一月因病致仕。三十九年（1560年）十一月追论其任浙江参政时获贼功，升都察院右副都御史，养病如旧。嚴嵩倒台後，四十一年九月被削籍为民。

## 家族
曾祖王昱。祖父王楠。父王轍，指挥使。嫡母馬氏，生母梁氏。具庆下。弟王訪。